# سفرس قاس
السفرس القاس ( الإسم العلمي:Saxifraga callosa)، هو نوع من النباتات المزهرة ، ينتمي إلى جنس كاسر الحجر من فصيلة السِّفرِسيَّات. وهو نبات معمر دائم الخضرة،  حائز على جائزة الاستحقاق البستاني من الجمعية الملكية للبستنة.

## الوصف
نبات عشبي، يصل ارتفاعه إلى 50 سم وعرضه 100 سم ، ليفي القاعدة أحيانا. أوراقه بسيطة، و لكنها في بعض الأحيان تكون عميقة التقطيع، تجتمع من القاعدة أو تكون متبادلة. أزهاره خماسية الأجزاء بسنمات أو بعثاكل. الأسدية عشر. مبيضاتها تكون في أكثر الأحيان منخفضة.

## الموطن
موطنه الأصلي الموائل الجبلية البحرية في أوروبا الغربية (إيطاليا وفرنسا وإسبانيا).

## الزراعة
يُزرع نبات السفرس القاس كنبات زينة للحدائق. ولأنه يتطلب تربة قلوية جيدة التصريف تحت أشعة الشمس المباشرة، فإنه يُزرع غالبًا في بيوت جبلية، حيث تتوفر ظروف خاصة.

## معرض الصور

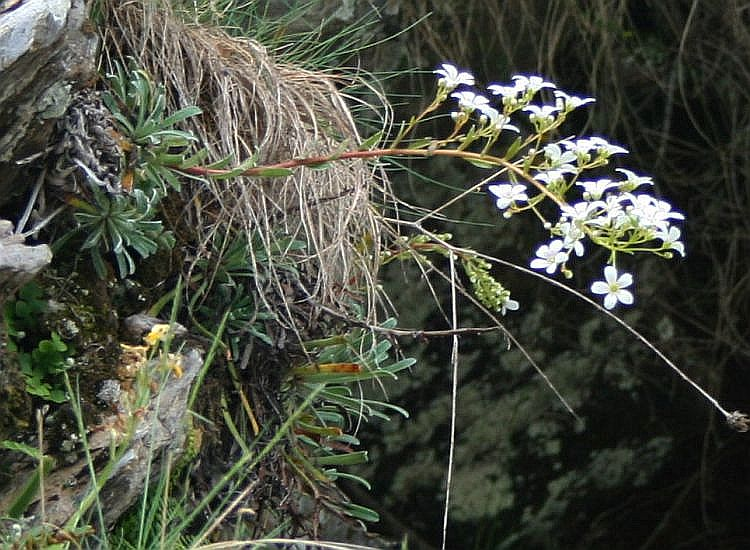
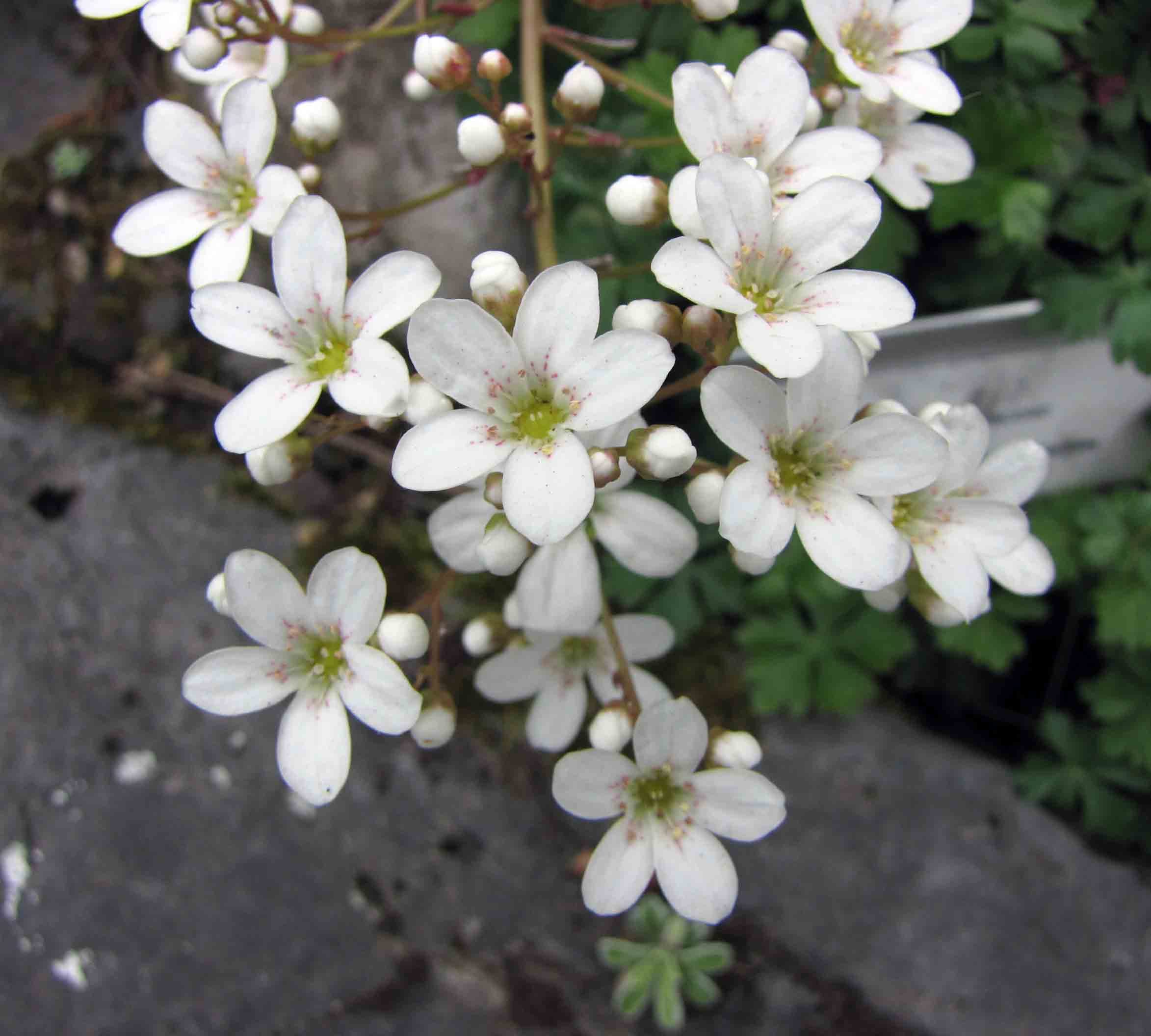
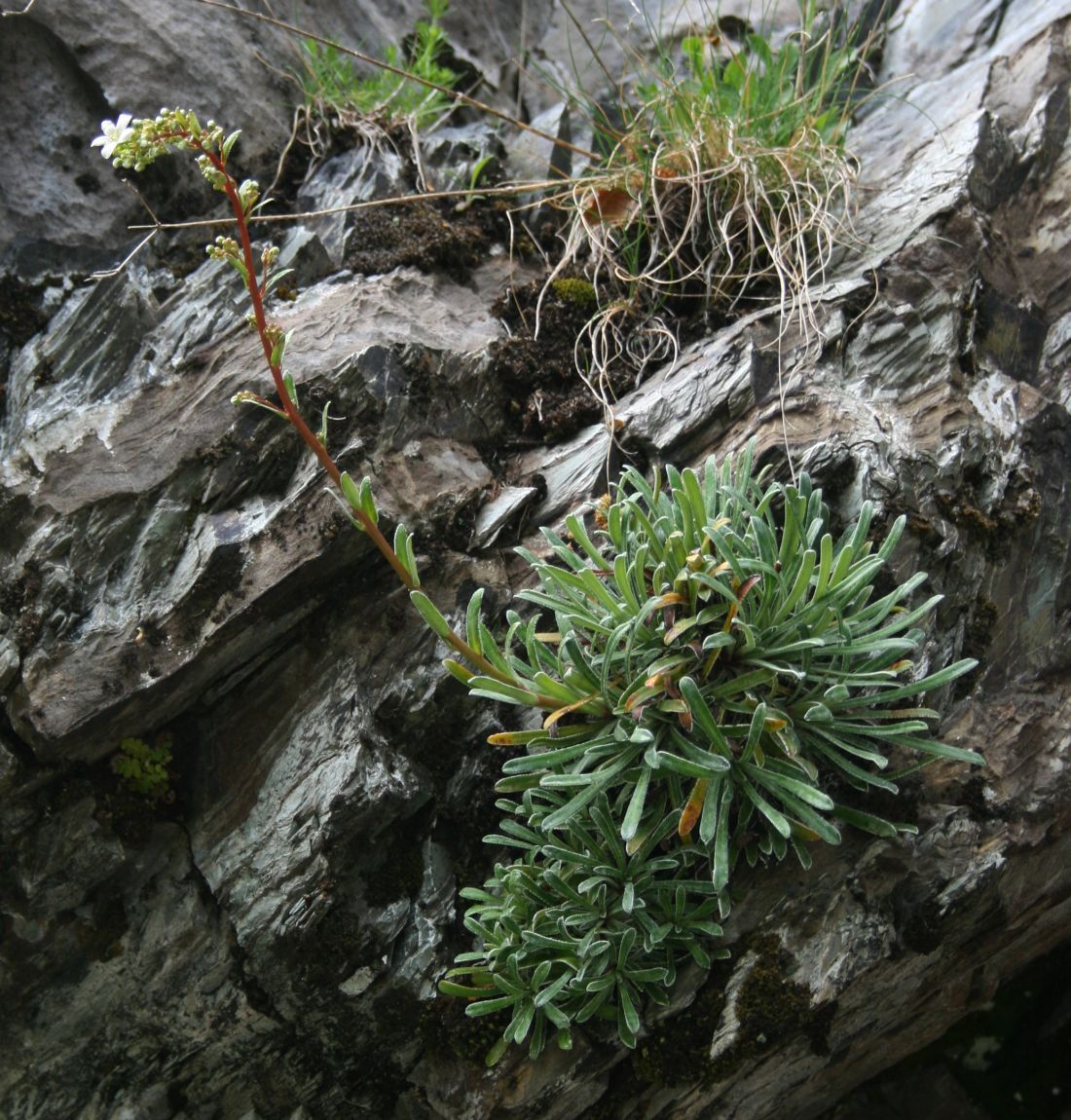
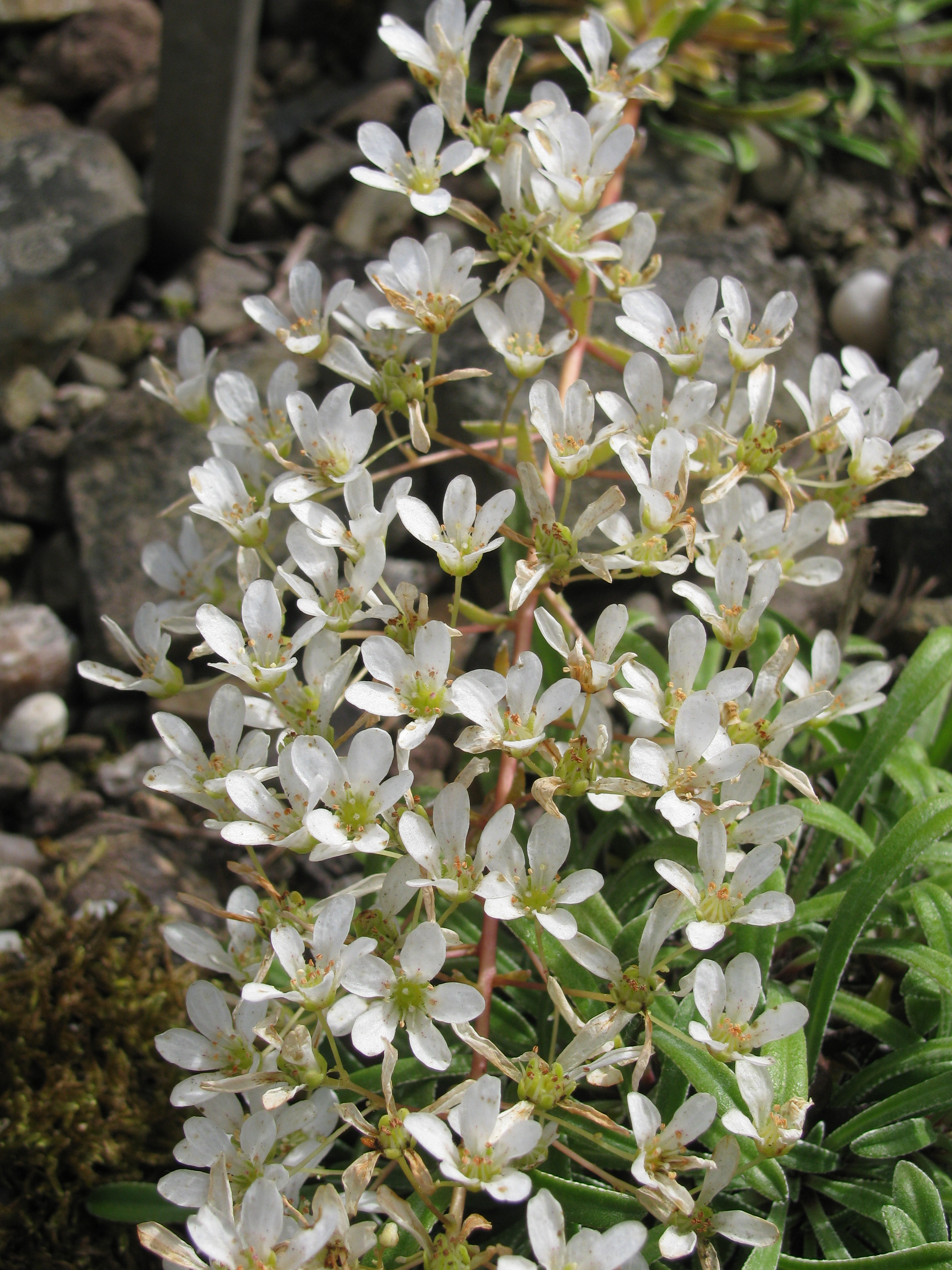

## الاستعمال الطبي
- نزلات الأمعاء.
- نزلات الشعب.
- دمامل
- بعض أمراض العين